# Teledyne CAE F408
O Teledyne CAE F408 é um motor turbofan americano desenvolvido para vários drones e mísseis de cruzeiro no final dos anos 1980.

## Design e desenvolvimento
O F408 (modelo número 382-10) é um turbofan de bypass cujo estágio do ventilador é seguido por um compressor de fluxo misto, slinger tipo combustor e turbina de estágio único. O projeto da turbina é semelhante ao do Modelo 373-8B anterior, enquanto o compressor e o ventilador são mais avançados em design.

## Aplicações
- Peregrino BQM-145[2]
- Eclipse 500 (primeiro protótipo)[3]